# Bas Paauwe
Bastiaan « Bas » Jacob Paauwe (né le 4 octobre 1911 à Rotterdam et mort le 27 février 1989) était un joueur de football néerlandais.

## Biographie
Il joue durant toute sa carrière dans le grand club néerlandais du Feyenoord Rotterdam entre 1929 et 1947 (18 buts en 311 matchs), et joue 31 matchs avec l'équipe des Pays-Bas de football. Il participe à la coupe du monde 1934 et 1938.
Il entraîne après sa carrière de joueur les équipes néerlandaises du VVV Venlo de 1968 à 1969.

## Palmarès

### Feyenoord
- 1929-1930 : Coupe KNVB
- 1934-1935 : Coupe KNVB
- 1935-1936 : Eredivisie
- 1937-1938 : Eredivisie
- 1939-1940 : Eredivisie